# Epic Records
Epic Records är ett amerikanskt skivmärke grundat 1953. Skivmärket startades ursprungligen av CBS Records som en underetikett för utgivning av jazz och klassisk musik, men inriktade sig senare mer på populärmusik. CBS Records och Epic Records ingår sedan 1988 i skivbolaget Sony Music.

## Urval av artister på Epic Records
- AC/DC
- Tori Amos
- Anastacia
- Argent
- Bad Religion
- The Barron Knights
- Jeff Beck
- Bone Thugs-N-Harmony
- Cheyenne Kimball
- Gigliola Cinquetti
- The Clash
- Dead or Alive
- Céline Dion
- Donovan
- Europe
- Franz Ferdinand
- Gloria Estefan
- Macy Gray
- The Hollies
- The Isley Brothers
- The Jackson 5  och Michael Jackson
- Jamiroquai
- Amanda Jenssen
- George Jones
- KC & the Sunshine Band
- Carole King
- Korn
- Labelle
- Lamb of God
- Cyndi Lauper
- Jennifer López
- Lulu
- The McCoys
- George McCrae
- Harold Melvin & the Blue Notes
- Howie Day
- Magnus Uggla
- Meat Loaf
- MFSB
- George Michael
- Modest Mouse
- Motörhead
- Mudvayne
- Johnny Nash
- Neverstore
- Ted Nugent
- The O'Jays
- Oasis
- The Only Ones
- Omarion
- Ozzy Osbourne
- Billy Paul
- Pearl Jam
- Teddy Pendergrass
- Quietdrive
- Rage Against the Machine
- Roy Hamilton
- Lou Rawls
- REO Speedwagon
- Charlie Rich
- Sade
- Joe Satriani
- Shakira
- Sly and the Family Stone
- Social Distortion
- Suicidal Tendencies
- Donna Summer
- System of a Down
- Tenacious D
- The Tremeloes
- Steve Vai
- Luther Vandross
- Stevie Ray Vaughan
- Bobby Vinton
- Wham!
- Edgar Winter
- Brenton Wood
- Tove Styrke
- Tammy Wynette
- The Yardbirds
- Kat DeLuna